# Bukayr ibn Wixah
Bukayr ibn Wixah (en àrab Bukayr b. Wixāḥ) fou governador omeia del Khurasan (692-696).
Era el lloctinent del governador Abd-Al·lah ibn Khàzim (685-692) nomenat per l'anticalifa al-Zubayr. Va dirigir a Herat les tropes de Muhàmmad ibn Abd-Al·lah ibn Khàzim, i després fou delegat del governador a Merv després de la reconquesta de la ciutat de mans dels rebels. El 691/692 va passar al servei del califa Abd-al-Màlik ibn Marwan i va ocupar Merv que havia quedat en poder de Muhàmmad ibn Abd-Al·lah ibn Khàzim que es negava a passar al servei del califa, i el qual fou mort quan fugia cap a Tirmidh. La província no va quedar tranquil·la, ja que els tamimites continuaven fent atacs diversos i finalment Bukayr fou destituït (696) i nomenat prefecte de Tukharistan. Com a governador el va succeir Umayya ibn Abd-Al·lah ibn Khàlid (696-697) enviat pel califa que ja l'hauria nomenat de fet un parell d'anys abans però no havia ocupat el càrrec.
Aprofitant una absència del governador, que va anar en expedició a Bukharà, Bukayr va revoltar a les forces de Merv (697); Umayya va retornar ràpidament i va posar setge a la ciutat. Bukayr va poder obtenir una rendició honorable i sortida lliure. Va continuar intrigant però el mateix any fou assassinat per un dels seus enemics.